# プラズマ圏

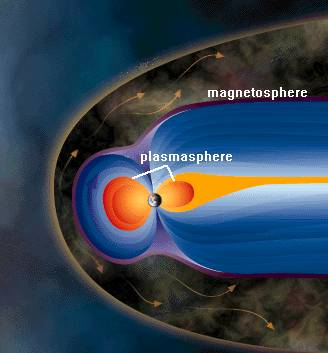
プラズマ圏

プラズマ圏(Plasmasphere)は、低エネルギー（低温）のプラズマから構成される地球の磁気圏の内側の領域である。電離圏の外側に位置する。

## 概要
プラズマ圏の外側の境界は、プラズマ圏界面として知られ、プラズマ密度が1桁落ちることで定義される。
プラズマ圏は、1963年に超長波のホイスラー波のデータの分析からドン・カーペンターが発見した。
伝統的に、プラズマ圏は、粒子の運動が全体的に地磁気に支配され、そのため地球と共回転する秩序だった冷たいプラズマと考えられてきた。一方、近年の人工衛星の観測により、プラズマ密度の不規則性が存在することやプラズマ圏は常に地球と共回転している訳ではないことが明らかとなってきた。